# Doutor Helio
Helio Antônio de Sousa (também conhecido como Doutor Helio) (Buriti Alegre, 29 de julho de 1947), é um médico e político brasileiro.
Foi eleito Prefeito de Goianésia duas vezes e cinco vezes Deputado Estadual.
Atualmente, é Presidente da Assembleia Legislativa de Goiás, reeleito em 2014 com 31.137 votos.

## Biografia[2]
Helio de Sousa nasceu na Fazenda Córrego de Mel, localizada em Buriti Alegre, Goiás, em 1947. Graduou-se no curso de Medicina pela Universidade Federal de Goiás em 1973. Foi professor de Química no Colégio Inhumas, tendo depois lecionado no Colégio Costa e Silva e no Colégio de Aplicação da UFG, ambos em Goiânia. Após a formatura em Medicina, mudou-se para Goianésia, onde foi co-fundador do Hospital São José, juntamente com os médicos José Barbosa de Oliveira e José Dias Rezende.
Presidiu a Associação Veteranos Esporte Clube. Entre 1981 a 1984, foi presidente do Sindicato Rural de Goianésia. De 1984 a 1985, presidiu o Lions Clube de Goianésia. Em 1985, ingressa na carreira política, participando da fundação do PFL em Goianésia.
Em 1988, foi eleito prefeito municipal de Goianésia.
Em 1993, volta a trabalhar como médico no Hospital São José. No ano seguinte, 1994, foi eleito Deputado Estadual, presidiu a comissão de Organização dos Municípios, viabilizando a criação de 14 localidades em Goiás. Em 1996, foi eleito novamente prefeito de Goianésia.
Recebeu a medalha de Mérito Legislativo Pedro Ludovico Teixeira e troféu de "Melhor Prefeito do Século XX" pela Associação Goiana de Imprensa (AGI). Convidado pelo governador Marconi Perillo, foi Coordenador-Geral da Organização das Voluntárias de Goiás (OVG) entre 22 de novembro de 2000 e 31 de dezembro de 2001.
Lecionou Administração Pública no curso de Gestão Pública, na UEG de Goianésia, em 2002. No mesmo ano, foi eleito novamente Deputado Estadual. Em 2003, assumiu a Secretaria Geral do PFL Estadual. Em 2004, foi Líder do Governo Marconi Perillo na Assembleia Legislativa de Goiás.
Em 2006, torna-se pela terceira vez Deputado Estadual, oportunidade em que assume a presidência da Comissão de Constituição, Justiça e Redação (CCJ). Em 3 de julho de 2008, tornou-se Secretário de Estado da Saúde, deixando a pasta em 17 de fevereiro de 2009 para retornar à Assembleia. Em 2009, presidiu a CPI da CELG. Em 2010, foi co-autor do Projeto de Estatuto do Portador de Câncer, tendo sido relator da PEC que adequou a Constituição Estadual à Federal.
Ainda em 2010, propôs emenda constitucional destinando 0,8% da receita tributária líquida para investimentos na Vale de São Patrício e norte Goiano. Em 2011, foi empossado para o quarto mandato de Deputado Estadual e presidiu a Comissão de Tributação, Finanças e Orçamento.
Em 2012, presidiu a CPI que investigou os contratos da empresa Delta em Goiás e foi líder de Governo na Assembleia. Em 2013 tornou-se vice presidente da Assembleia, além de presidir a CPI da Segurança Pública. Com a renúncia do deputado Helder Valin, em 5 de setembro de 2014, Helio de Sousa assumiu a presidência do Parlamento goiano.
Em 2015, foi reconduzido ao cargo de Presidente do legislativo goiano.
Em 2016, filiou-se ao PSDB.